# Bataillon des volontaires de Seine-et-Oise
 (3 août 2016).
- Si vous ne connaissez pas le sujet, laissez ce bandeau (vous pouvez alors contacter les auteurs).
- Si vous supprimez le contenu mis en cause (vous pouvez préalablement contacter les auteurs),

argumentez précisément cette suppression dans la page de discussion
(un manque de référence n'est pas un argument ; une recherche réelle de référence doit avoir été effectuée, être formellement documentée).
Le bataillon des volontaires de Seine-et-Oise était un bataillon de l'armée versaillaise, formé au début d'avril 1871

## Historique
Ce bataillon était destiné à combattre l'insurrection de la Commune de Paris. Du 18 mars au 27 mai 1871, il fut commandé par le chef de bataillon François Franchet d'Espérey (1825-1898),, ancien lieutenant de vaisseau au service de Sardaigne. François Franchet d'Espérey était le fils d'autre François Franchet d'Espéray (1778-1864), conseiller d'Etat de Charles X. Il était également l'oncle du futur maréchal Louis Franchet d'Espérey (1856-1942).
Le bataillon était constitué exclusivement de volontaires désireux de lutter contre les « Rouges ». Ses membres étaient des anciens militaires libérés, des anciens gardes nationaux ou mobiles, ou encore de simples civils, tous animés de convictions bonapartistes ou monarchistes.
À la veille de la Semaine sanglante, le bataillon des volontaires de Seine-et-Oise était intégré dans la 1re brigade de la 1re division du 1er corps d'armée de l'armée versaillaise.
Le bataillon se signala à plusieurs reprises dans les combats de Paris en mai 1871, en s'emparant notamment le 27 mai 1871 des buttes Chaumont et des hauteurs de Belleville.
Toujours en première ligne, le bataillon était animé de sentiments anti-communards exacerbés[non neutre], ce qui en faisait une unité de combat très motivée car fondée uniquement sur le volontariat, contrairement aux autres unités de l'armée versaillaise, composées en grande partie de conscrits. Plusieurs de ses membres furent ainsi décorés de la Légion d'honneur pour leurs faits d'armes contre l'insurrection de la Commune de Paris
Le bataillon des volontaires de Seine-et-Oise, tout comme son alter-ego le bataillon des volontaires de la Seine, fut dissous après les combats, le 26 juin 1871.